# Gewöhnliches Petermännchen

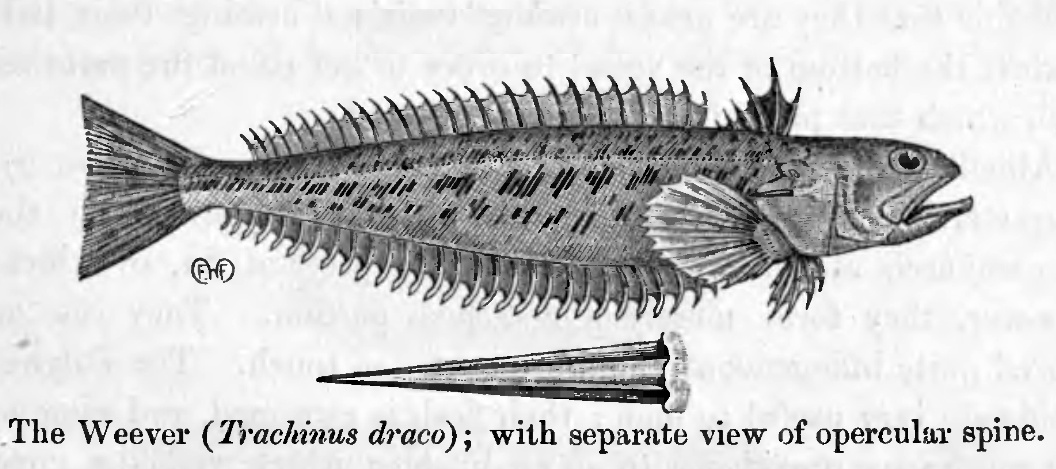
Zeichnung eines Petermännchens (Trachinus draco)

Das Gewöhnliche Petermännchen, auch Großes Petermännchen oder einfach Petermännchen (Trachinus draco) ist eine Fischart aus der Familie der Petermännchen (Trachinidae). Es kommt im Küstenbereich des östlichen Atlantiks, der Nordsee und des gesamten Mittelmeeres vor und lebt auf Sandböden.

## Beschreibung
Das Petermännchen ist im Durchschnitt 20 bis 30 Zentimeter lang, maximal 42 Zentimeter. Die Oberseite ist dunkelgrün, die Unterseite hellgrün. Die Flanken haben eine durchgehend hellblaue Zeichnung. Der Unterkiefer ist länger als der Oberkiefer. Charakteristisch ist die erste, kleinere Rückenflosse mit den großen Stachelstrahlen. Diese haben tiefe Längsfurchen, in denen sich das Giftdrüsengewebe befindet. Ebenso befindet sich am oberen Rand der Kiemendeckel jeweils ein großer, kräftig gebauter Giftstachel. Von der Viperqueise (Trachinus vipera) kann das Petermännchen anhand seiner 2 oder 3 kleinen Stacheln am vorderen oberen Rand der Augenhöhle unterschieden werden.

## Lebensraum und Verhalten
Im Sommer hält sich das Petermännchen in 5 bis 15 Metern Tiefe auf. Tagsüber ist es meistens bis zu den Augen in lockerem Sand vergraben und lauert so auf Beute. Nachts bewegt es sich auch freischwimmend, oft in kleinen Schwärmen. Im Herbst wandert es in tiefere Zonen ab.

## Fortpflanzung
Die Laichzeit ist von Juni bis August. Die etwa einen Millimeter durchmessenden Eier werden ins Pelagial abgegeben.

## Nahrung
Die Nahrung des Petermännchens besteht aus Garnelen, Grundeln, Leierfischen und ähnlichem.

## Stich des Petermännchens
Der Giftapparat des Petermännchens wurde bereits im 19. Jahrhundert erforscht. Die Rückenflossen und die Kiemendeckel besitzen Stacheln, in die apokrine Giftdrüsen eingelassen sind. Die Drüsen haben keine Muskulatur. Der Fisch kann die Giftfreisetzung nicht beeinflussen. Das Gift wird meistens beim Treten mit dem nackten Fuß auf im Sand vergrabene Petermännchen oder durch Stichverletzung in die Arme von fangverarbeitenden Fischern freigesetzt. Der kaum sichtbare Stich verursacht heftigste Schmerzen. Die im Gift enthaltenen Toxine können kardiovaskuläre, neuromuskuläre Symptome, Ödeme und Zytolyse bewirken. Häufige Symptome sind Bauchschmerzen und Übelkeit, an der Stichstelle Entzündungszeichen, Ödem und Nekrose. Wegen der Labilität der Toxine konnte die genauere Zusammensetzung erst in jüngster Zeit ermittelt werden:
- Dracotoxin: 105 kDa, macht Haemolyse, Zytolyse, neuronale Aktivierung (Schmerz)
- Acetylcholinesterase
- Butyrylcholinesterase
- Hyaluronidase: erleichtert die Ausbreitung der Toxine
- Histamine: Entzündungssymptome

Das Toxin ist thermolabil und beginnt bei ca. 40 °C, sich zu zersetzen. Es wird empfohlen, die gestochene Stelle möglichst rasch zu erwärmen, etwa durch ein Fußbad oder durch Laufen durch heißen Sand. Durch Bewegung kann der Abbau des Gifts im Körper des Opfers gefördert werden. Eine ärztliche Untersuchung wird empfohlen.